# Aleiodes angustipennis
Aleiodes angustipennis är en stekelart som beskrevs av Marsh och Shaw 2003. Aleiodes angustipennis ingår i släktet Aleiodes och familjen bracksteklar. Inga underarter finns listade i Catalogue of Life.